# 무성 양순 내파음
무성 양순 내파음(無聲兩脣內破音)은 자음의 하나로 위아래 입술을 사용하여 조음하는 무성 내파음이다.
이 소리를 나타내는 국제 음성 기호는 ⟨ɓ̥⟩ 또는 ⟨pʼ↓⟩이다. 전용 IPA 문자인 ⟨ƥ⟩는 1993년에 철회되었다.

## 같이 보기
- 유성 양순 내파음